# Музей пассажирского транспорта Москвы
Музей пассажирского транспорта — первый в России музей общественного транспорта, основанный в 1999 году в Москве. Находился в Северо-Восточном административном округе на Сельскохозяйственной улице, 9/2. В его фонде были представлены модели трамваев, троллейбусов, автобусов и служебной спецтехники, ходившие по столице в разное время.
Музей закрыли для публики в 2001 году. В 2016-м его коллекция была передана музею «Московский транспорт».
28 января 2020 года был создан Музей Транспорта Москвы, в коллекцию которого вошли экспонаты Музея пассажирского транспорта Москвы. В конце 2024 года постоянная экспозиция будет размещена в новом здании Музея Транспорта Москвы – Гараже Мельникова на Новорязанской улице 27.

## История

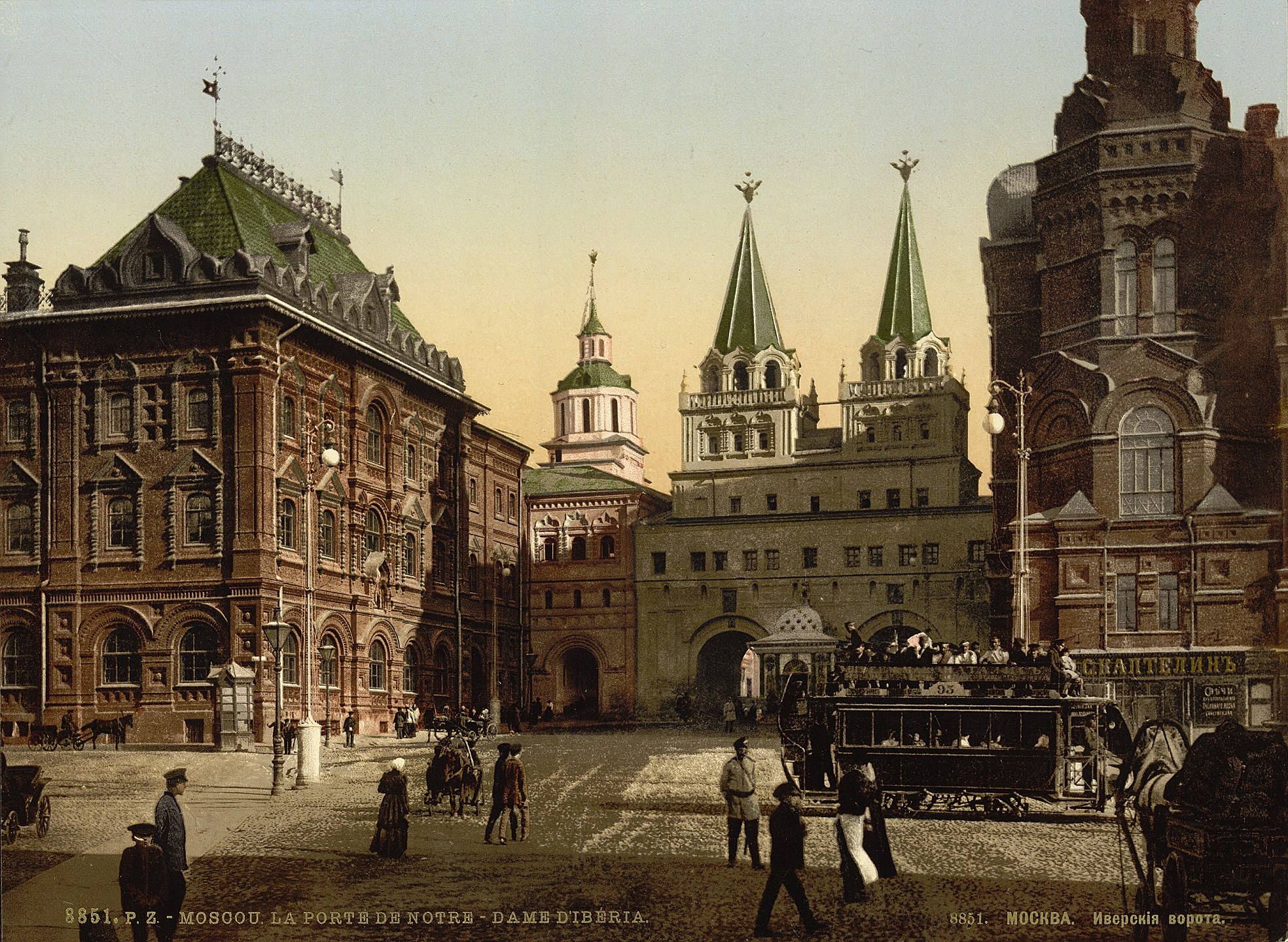
Конка в Москве в 1896 году. Фотохром Петра Павлова

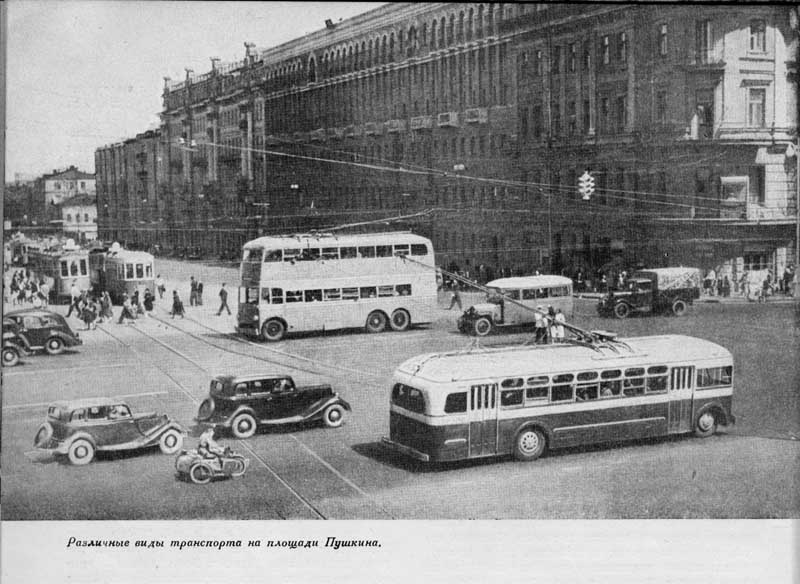
Троллейбус МТБ-82 и другой транспорт на улицах Москвы, 1937 год

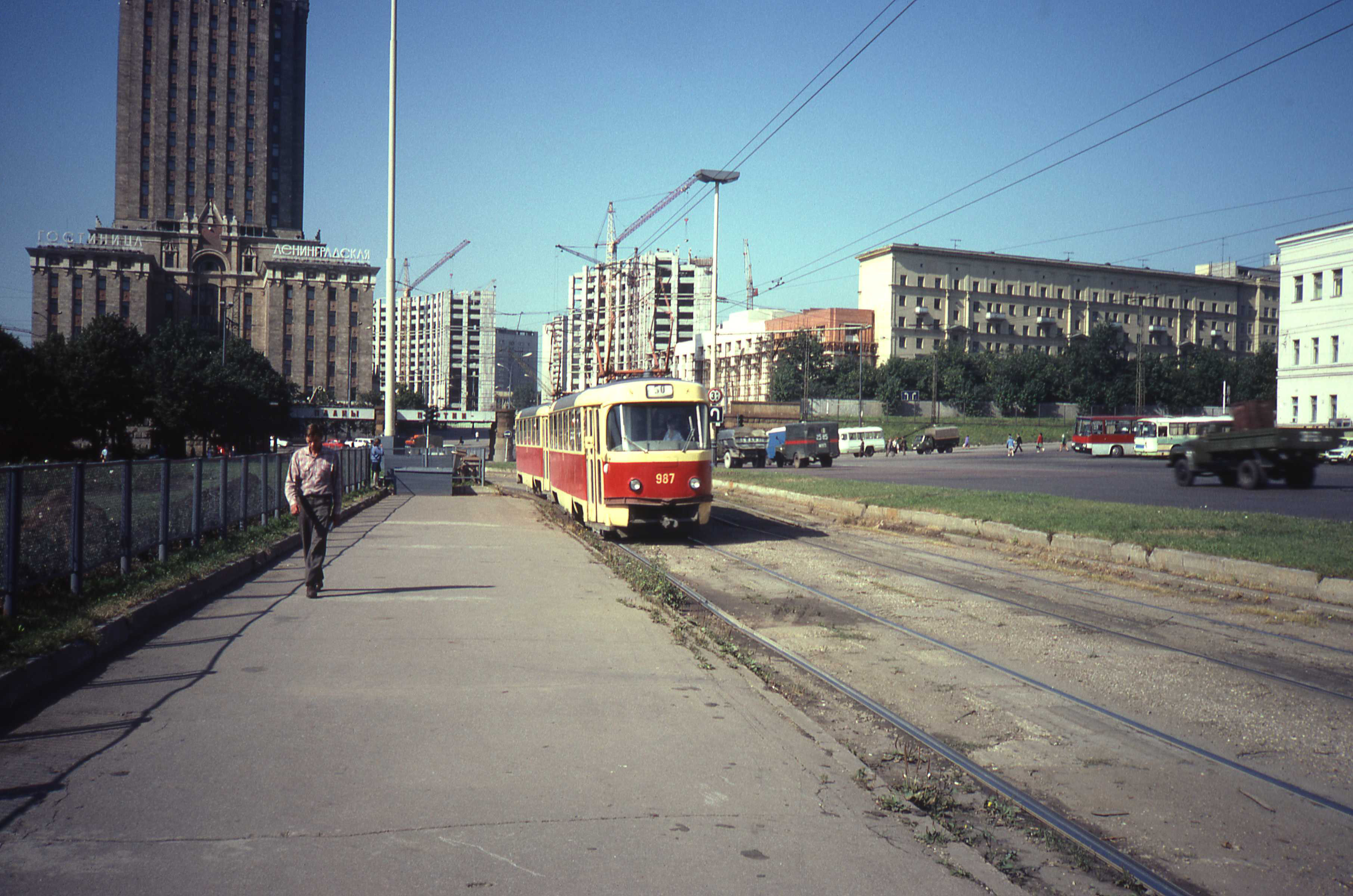
Tatra T3 в Москве, 1982 год

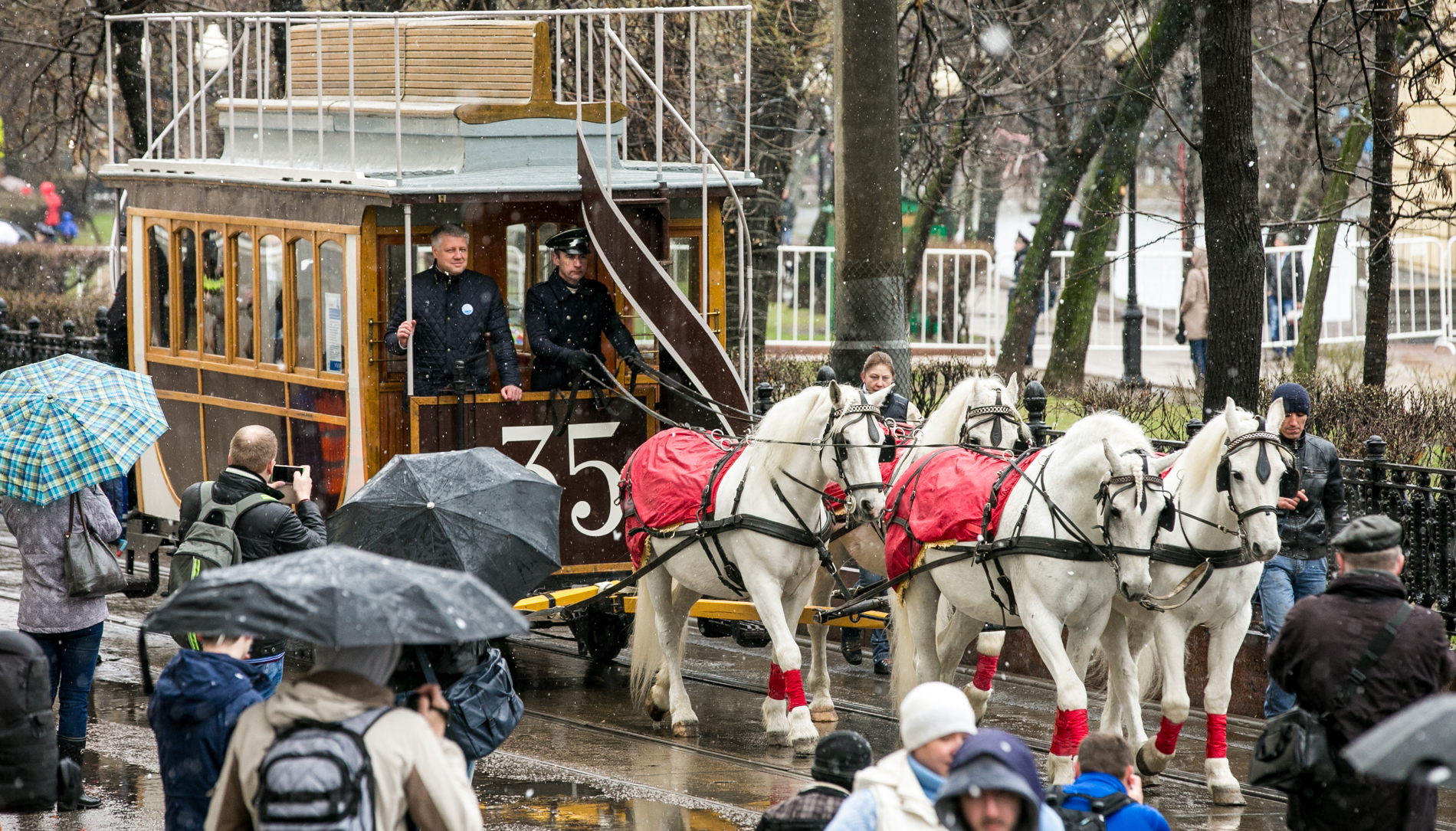
Конка образца 1874 года на «Дне рождения Московского трамвая» 16 апреля 2016 года

Музей пассажирского транспорта был открыт 10 сентября 1999 года к столетию московского трамвая. Музей располагался в здании бывшей трамвайной станции «Ростокино» и на территории трамвайного депо имени Баумана. В музее были собраны образцы трамваев, троллейбусов, автобусов и транспортной техники с XIX века, а также фирменные значки, старые билеты, документы и фотографии. Некоторые экспонаты уникальны, поскольку сохранились в единственном экземпляре. Самый старый из них — конка на электрическом ходу.
Музей проработал два года и осенью 2001 года был закрыт, а его территорию приказом мэра Москвы Юрия Лужкова отвели под строительство депо «Ростокино». Музею предоставили временную площадку на территории Трамвайно-ремонтного завода (ТРЗ) на Волочаевской улице для хранения экспонатов, но не предназначенную для выставок. Из-за экстренного выселения часть фонда была утеряна. Техника, стоявшая на новом месте под открытым небом, под воздействием осадков начала разрушаться. Отреставрированные повторно экземпляры были установлены под крыши в трамвайные депо, автобусные и троллейбусные парки Москвы. Из-за недостаточной охраны ТРЗ были украдены ценные вещи музейной коллекции — в частности, уличный светофор середины XX века.
В 2006 году вышло распоряжение № 827-РП «О проектировании и строительстве музея городского пассажирского транспорта» в районе Строгино. Работы были запланированы на 2008 год, однако строительство не было начато.
В 2012 году вандалы сожгли музейный автобус Mercedes-Benz O325.
Осенью 2013 года фонд «Городские проекты» выступил с инициативой перенести музей в бывший 4-й троллейбусный парк имени П. М. Щепетильникова, который охраняется государством и был подключён к рабочей путевой инфраструктуре. Однако, по сообщению начальника Управления развития транспортных коммуникаций Департамента транспорта Москвы Олега Ивановского, предложение отклонили из-за нехватки территории. Впоследствии в парке полностью демонтировали контактную сеть и вывезли оборудование.

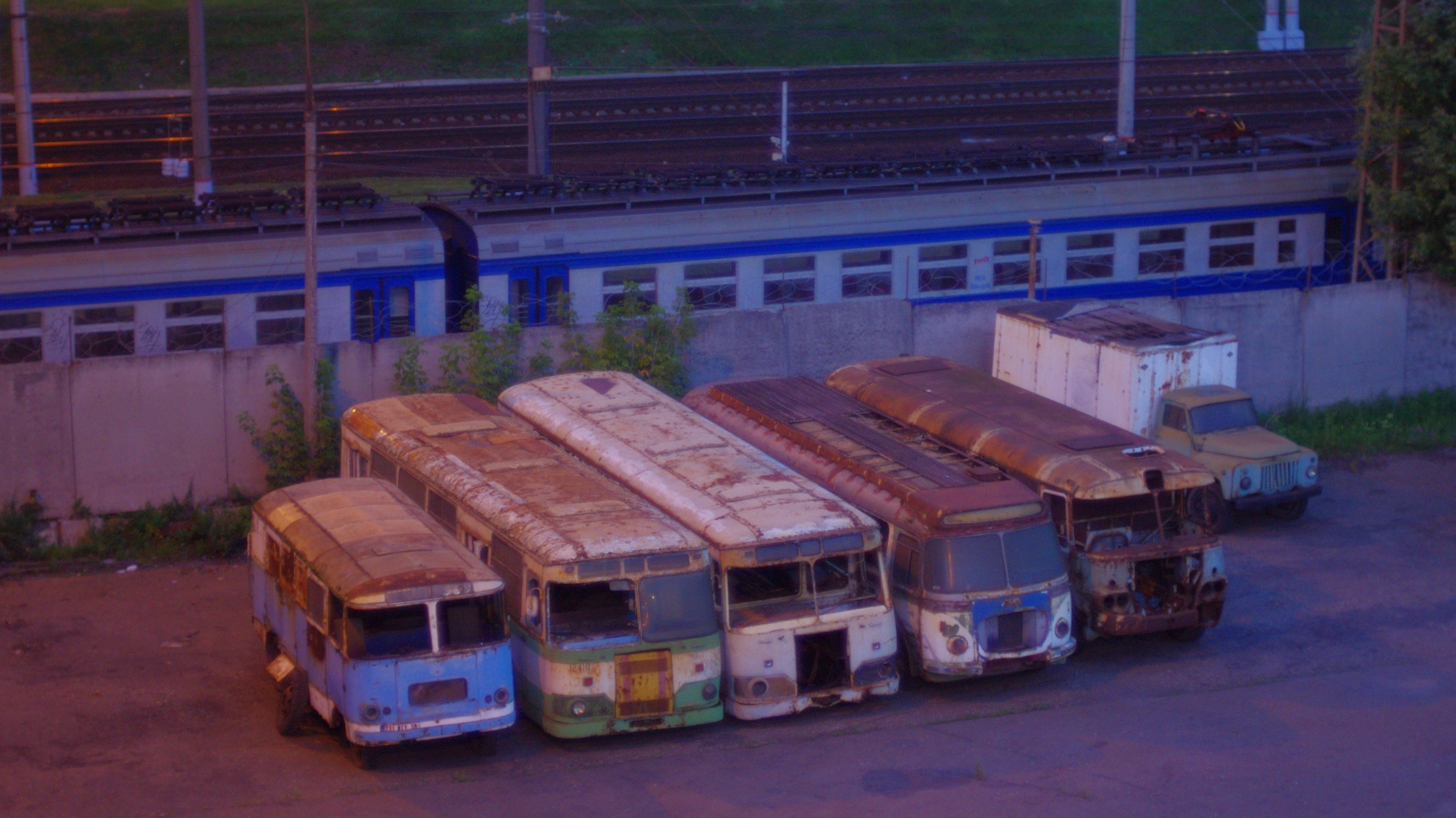
Склад музейных автобусов под Рижской эстакадой (2013)

В 2014 году технику перевезли на территорию 17-го автобусного парка и бывшей автобазы строительных машин и механизмов. В августе того же года департамент транспорта и развития дорожно-транспортной инфраструктуры сообщил, что планируется выделить для музея павильон на ВДНХ. Но планы не были реализованы из-за отсутствия там трамвайных путей и маленькой площади.
В 2015 году музейный ЛиАЗ-677М 07235, последний работавший на линии в Мосгортрансе, был сдан в металлолом.
В 2016 году на базе Музея ретроавтомобилей на улице Рогожский Вал был создан музей «Московский транспорт». В его здание перевезли тридцать отреставрированных автобусов и троллейбусов из фонда Музея пассажирского транспорта. Здание на Рогожском Валу не было приспособлено для трамваев, они остались на прежней территории.
В 2020 году проведена реорганизация - музей получил название Музей Транспорта Москвы, который возглавила Оксана Бондаренко. Деятельность музея направлена на сохранение, реставрацию и коллекционирование транспорта. Экспонаты будут представлены в главном здании музея Гараже Мельникова на Новорязанской улице 27 по окончании реставрации и открытии. До открытия отреставрированного здания музея экспонаты можно увидеть на выставочных и городских проектах Музея Транспорта Москвы.

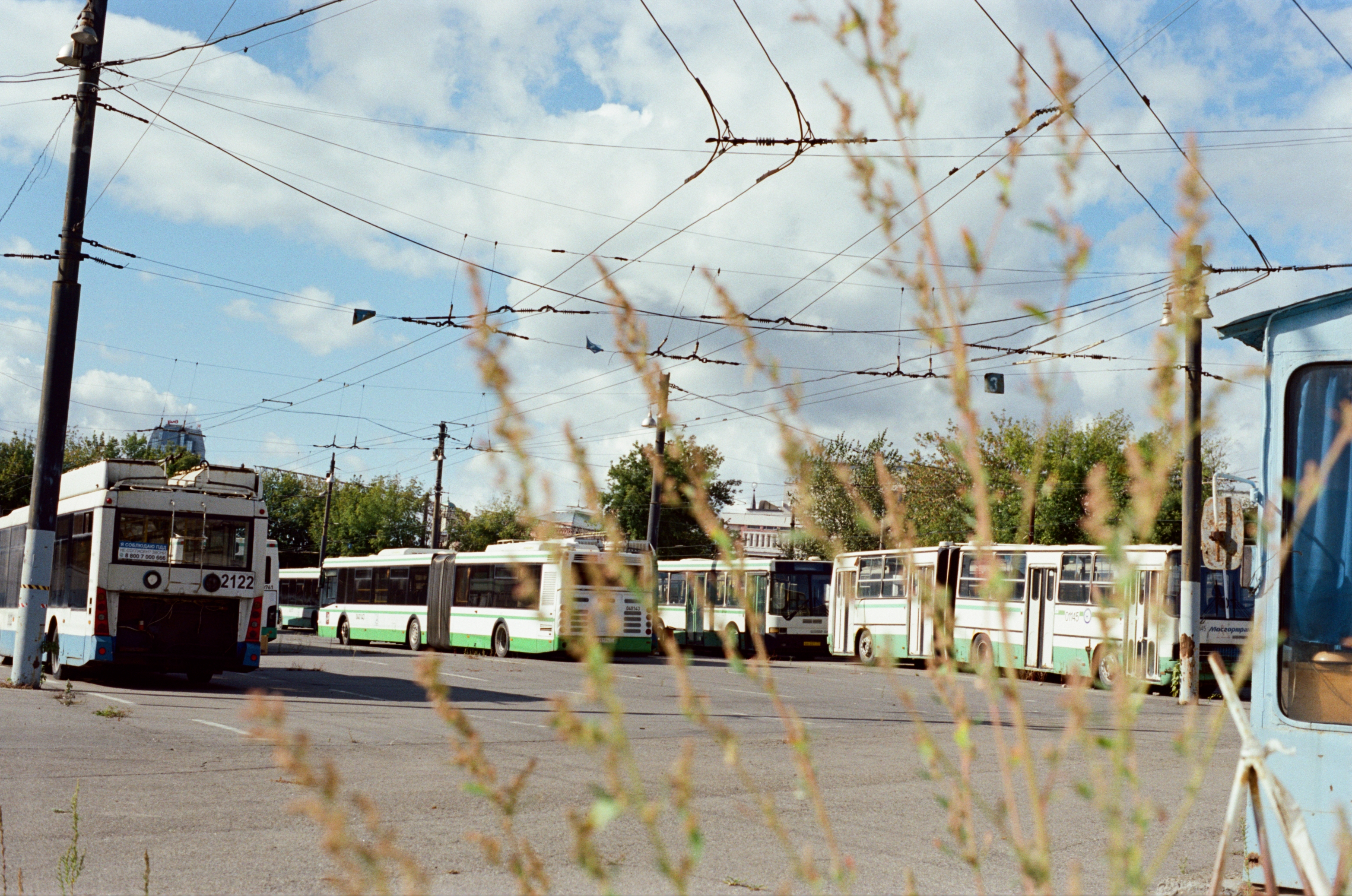
Музейные автобусы на территории 2 троллейбусного парка, после закрытия здания на Рогожской (2020)

## Выставки

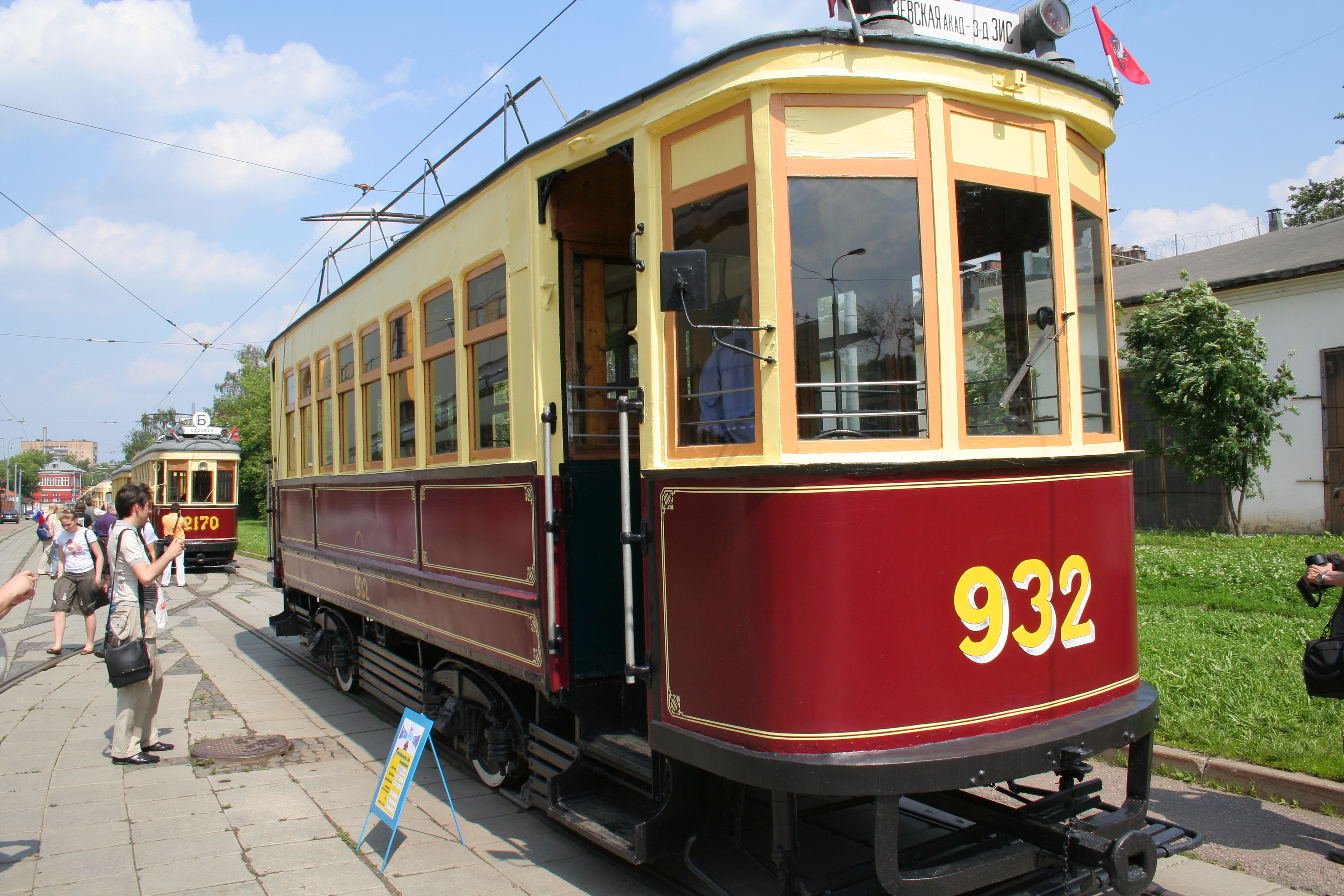
БФ № 932, 2010 год

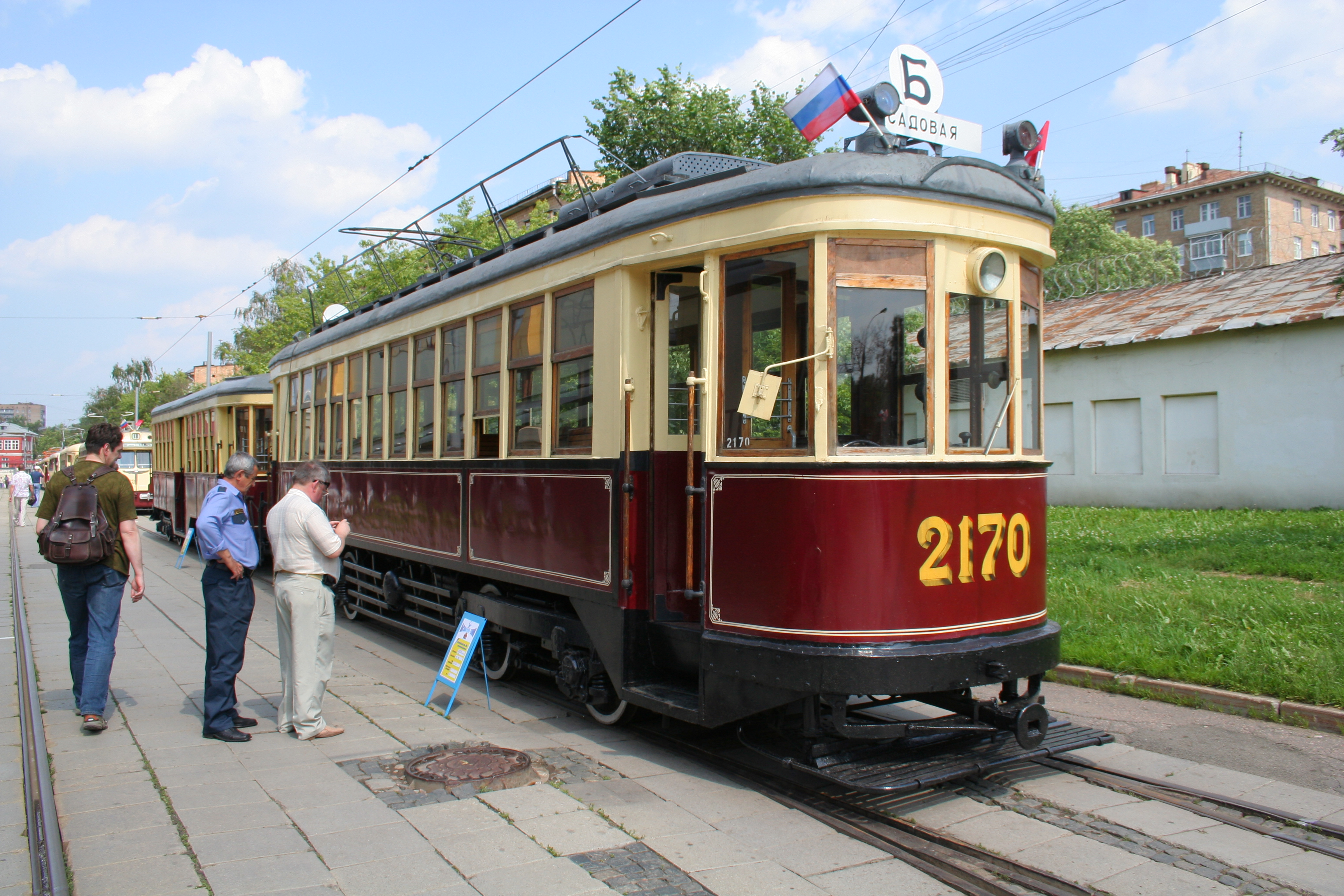
КМ № 2170, 2010 год

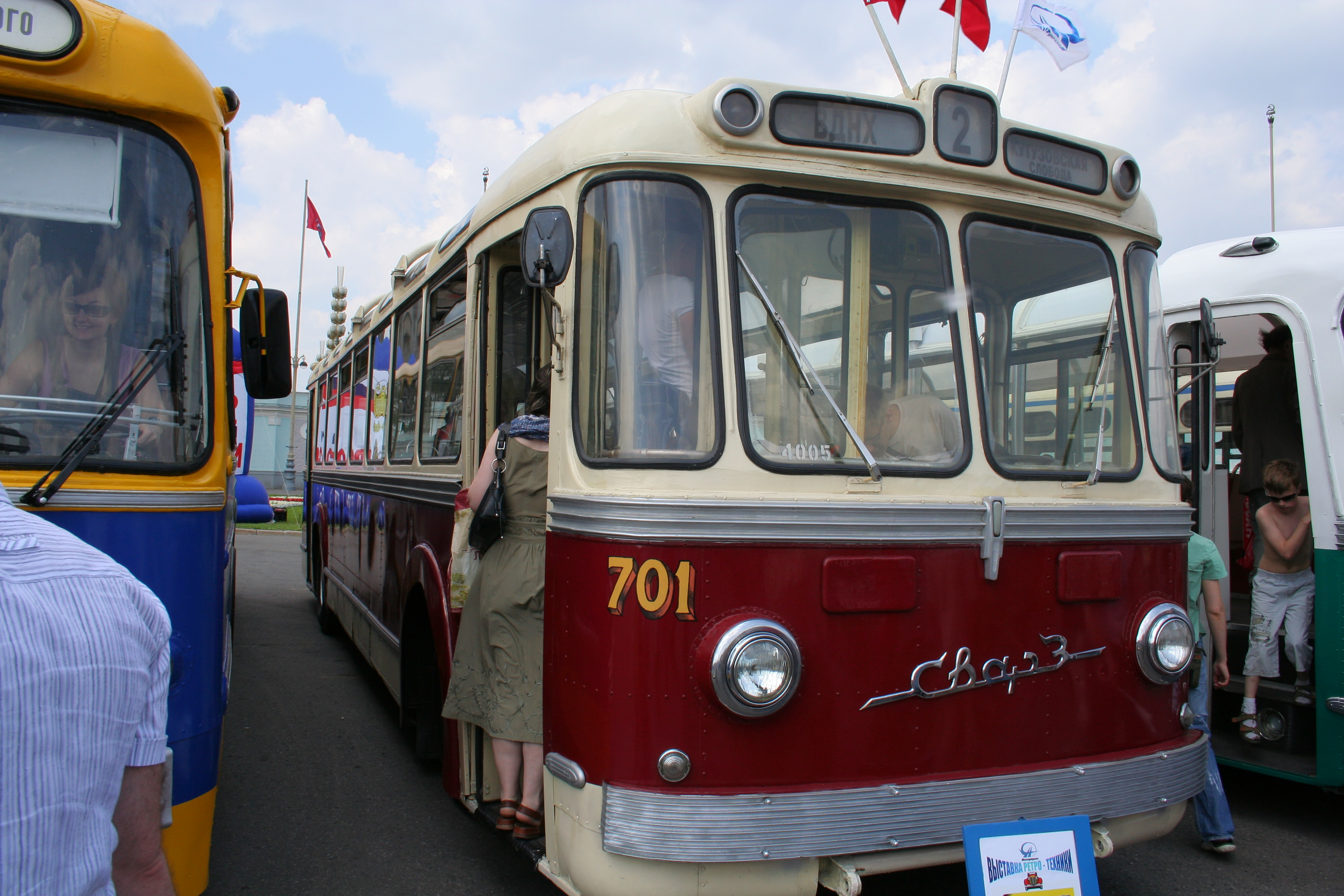
Троллейбус СВАРЗ-ТБЭС, 2010 год

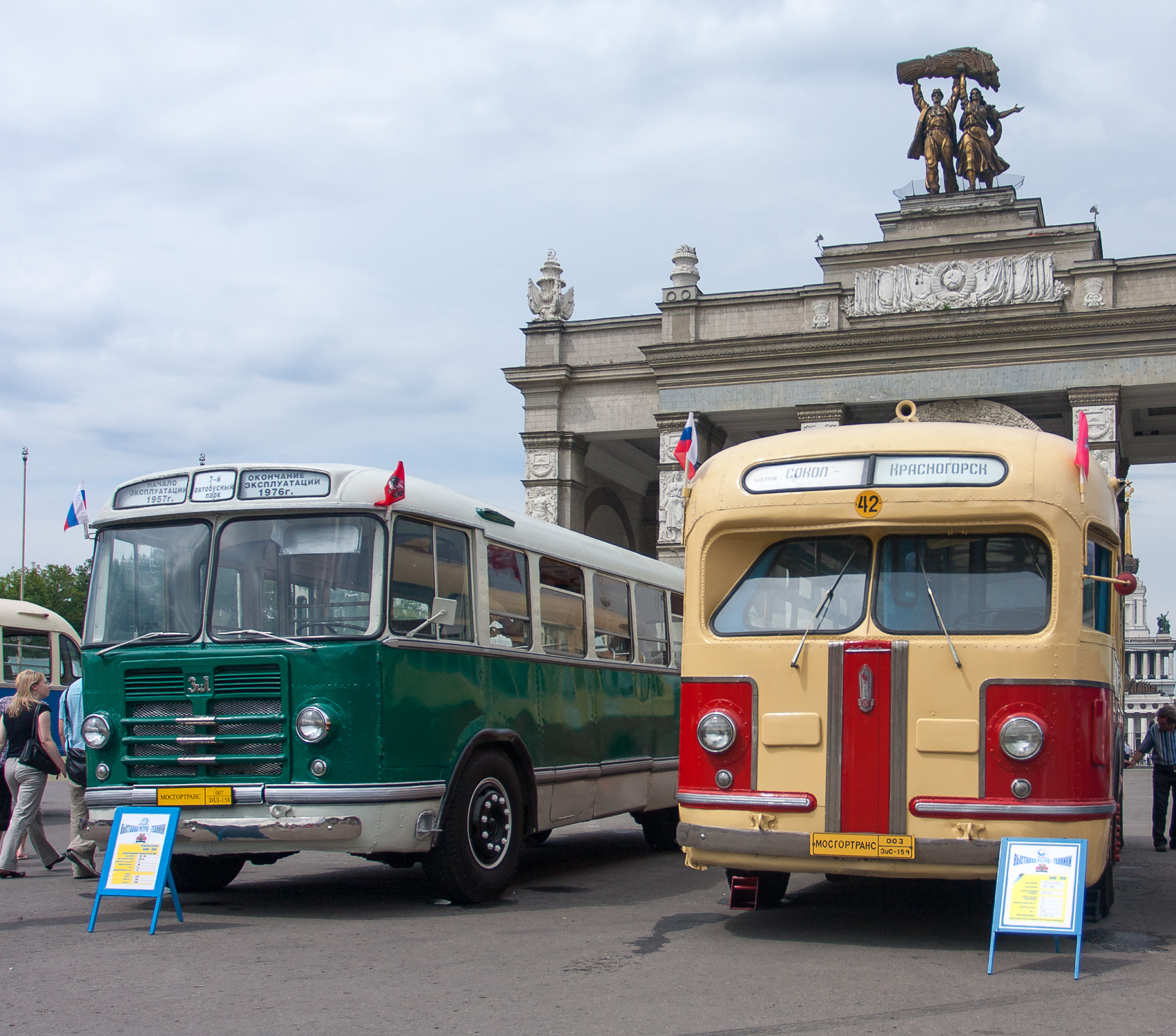
ЗИЛ-158 и ЗИС-154, 2009 год

Транспорт из фонда музея регулярно участвует в парадах и городских праздниках Москвы. В 2012 году образцы техники выставлялись в «Крокус Экспо» на Фестивале технических музеев и выставке старинных автомобилей и антиквариата «Олдтаймер галерея». Ежегодно с 2013 года на празднике московского троллейбуса в параде участвуют троллейбусы музея: МТБ-82Д (1954), СВАРЗ-МТБЭС (1957), ЗиУ-5Г (1961) и другие раритетные модели.

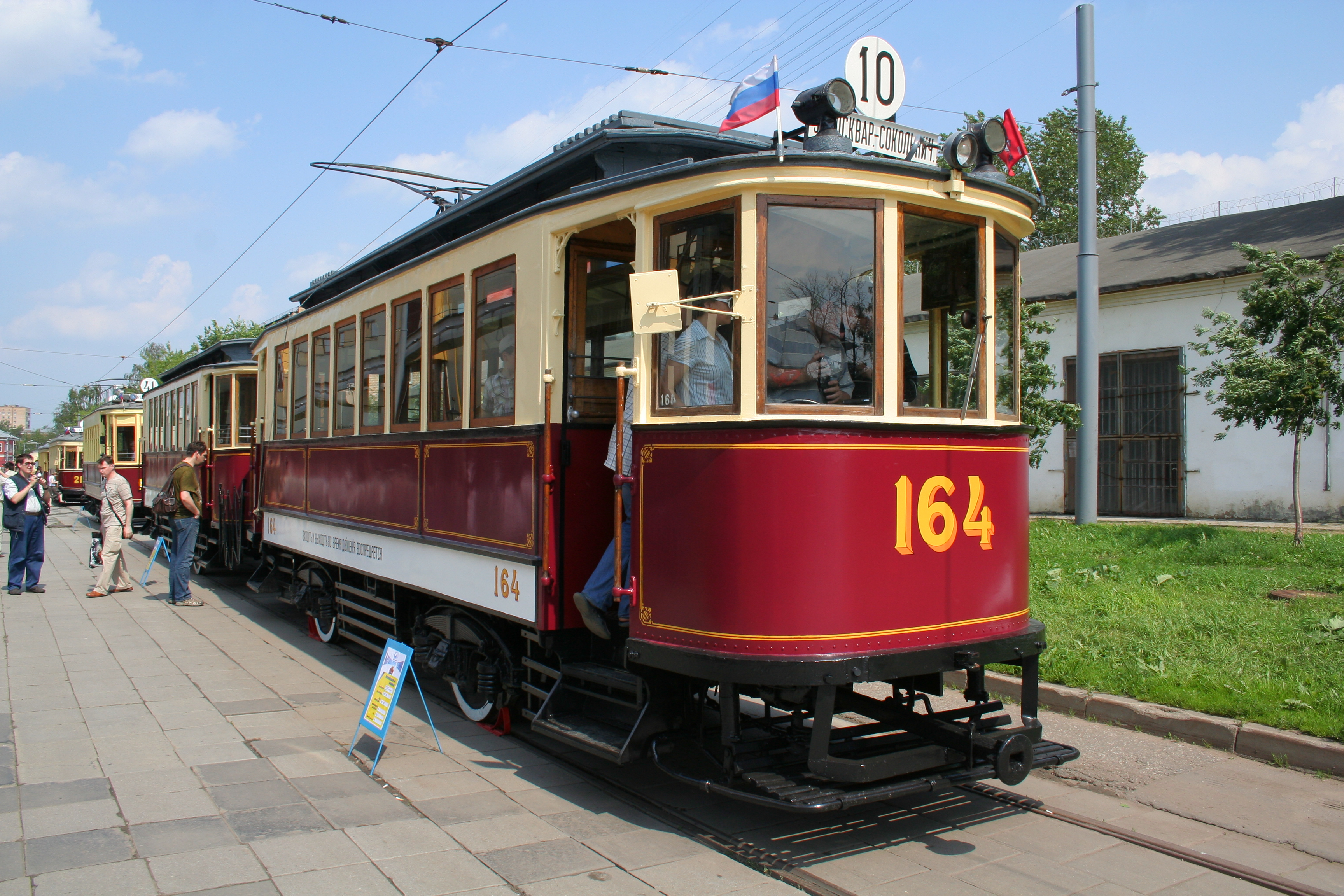
Ф № 164 с вагоном Н № 1113, 2010 год

## Уникальные экспонаты
Вагон конного трамвая
Вагон конки на электрическом ходу — самый старый экспонат музея. Был построен в 1874 году, имел хрустальные светильники и открытый второй этаж («империал»). Именно из таких вагонов революционеры возводили баррикады в 1905 и 1917 годах. После закрытия московской конки в 1911-м он был переоборудован в вышку для монтажа и ремонта контактной сети трамвая. В результате реставрации вагону вернули его первоначальный облик. В музее также находится послереволюционный вариант этой модели без хрустальных светильников и фонаря на крыше —БФ (бесфонарный).
Моторный вагон № 164 типа Ф и прицепной вагон Н № 1113
Поезд из вагонов № 164 Ф («фонарный», 1907 года) и № 1113 Н («нюрнбергского типа», 1911 года) долгие годы использовался как грузовой. Это самый старый электрический трамвай из коллекции музея. После реставрации в вагоне № 164 восстановили хрустальные фонари. Это самый старый электрический трамвай из коллекции музея пассажирского транспорта Москвы.
Вагон КМ («коломенский моторный») № 2170
Этот трамвай возил пассажиров с 1930 по 1974 год. Его также использовали в съёмках многих фильмов: «Солнце светит всем», «Место встречи изменить нельзя», «Мастер и Маргарита», «Покровские ворота», «Холодное лето пятьдесят третьего…», «Похороны Сталина» и в американском фильме «Миссис Ли Харви Освальд». На 2017 год сохранилось только два вагона КМ — в Москве и Нижнем Новгороде.
Вагон МТВ-82 № 1278
Вагоны этого типа выпускались Тушинским заводом. При их производстве использовался алюминий, предназначенный для нужд авиации. Вагон № 1278 был выпущен в 1948 году. В конце 1970-х его переоборудовали в динамометрический вагон, а в 1990-м восстановили для музея.
Вагон «Татра»-Т2
Вагон поступил в депо имени Апакова в 1960 году. После списания он использовался как склад. В 1997-м трамвай восстановили под руководством Александра Васильевича Зузанова на Трамвайно-ремонтном заводе в Москве.
Троллейбус МТБ-82
МТБ-82 — это знаменитый «синий троллейбус», воспетый Булатом Окуджавой. Представленный в музее троллейбус № 1777 после списания использовался как бытовка в одном из санаториев. В настоящее время он отреставрирован и хранится в музее «Московского транспорта».
Троллейбус ТБЭС
Этот троллейбус был создан специально для выставочного маршрута на ВДНХ и имел необычный остеклённый потолок. Позднее троллейбусы этого типа использовались на городских маршрутах столицы. В музее представлен единственный сохранившийся экземпляр. Долгое время он использовался как бытовка в одной из подмосковных воинских частей. Его реставрацию начали в 2000 году, закончили через четыре года к параду в честь 60-летия Московского троллейбусного ремонтного завода.
Троллейбус МТБЭС
Эти троллейбусы выпускались с 1958 по 1964 год и считались самыми комфортабельными. МТБЭС № 701, представленный в музее, использовался как бытовка для охранников автостоянки. Его восстановили, и 15 ноября 1993 года он открыл парад, посвящённый 60-летию московского троллейбуса. Он также участвовал в съемках в одном из роликов «Русского проекта». В роли его водителя снялся актёр Олег Ефремов.
Автобус ЗИС-154
ЗИС-154 был выпущен в 1946 году и отличался уникальной для того времени электрической передачей. Это был первый отечественный автобус вагонной компоновки. Московский автобус до реставрации использовался как душевая подмосковного садово-огородного товарищества. На 2017 год автобус восстановлен и находится в рабочем состоянии.
Автобус ЗИЛ-158
ЗИЛ-158 был самым распространённым автобусом Москвы в 1960-х годах. С 1959 по 1970 год их построили 62 290 штук.
Сочленённый автобус «Икарус-180»
Автобусы Икарус-180 были одними из первых сочленённых («с гармошкой») автобусов в Москве. Находящийся в экспозиции образец был собран из двух разных частей — головную часть нашли в окрестностях Орехова-Зуева, а «прицеп» — в одной из ближайших к этому городу деревень. В 1997 году восстановленный автобус принял участие в параде, посвящённом 850-летию Москвы.
Автомобиль техпомощи МАЗ-205
Эти автомобили массово производились в 1950-х годах и использовались на стройках. В фильме «Большая руда» на этой модели падал в пропасть герой Евгения Урбанского — Виктор Пронякин.

## Список подвижного состава музея

### Трамваи
| Трамваи                                 | Трамваи        | Трамваи  | Трамваи    | Трамваи                                  | Трамваи |
| Модель                                  | Бортовой номер | Построен | Зав. номер | Состояние                                | Примечание |
| --------------------------------------- | -------------- | -------- | ---------- | ---------------------------------------- | --- |
| Конка                                   | 35             | 1999     |            | Участвует в выставках.                   | Реплика, построена на старинной коночной тележке. Фото |
| Ф                                       | 3403           |          |            | Списан.                                  | Вагон постройки MAN. Был переоборудован в трамвай-платформу, использовался как служебный. Разрезан в металл в 2002 году. Фото |
| Ф (Мытищинский)                         | 164            | 1908     |            | Участвует в выставках.                   | В СМЕ с Двухосным прицепным Мытищинского завода № 1113. Единственный сохранившийся экземпляр данной модели. Фото |
| Двухосный прицепной Мытищинского завода | 1113           | 1909     |            | Участвует в выставках.                   | В СМЕ с Ф (Мытищинским) № 164. Единственный сохранившийся экземпляр данной модели. Фото |
| БФ                                      | 932            | 1927     |            | Участвует в выставках.                   | Работал буксиром на СВАРЗе. Фото |
| БФ                                      | 3075           | 1929     |            | Участвует в выставках.                   | Вагон-вышка КС. Фото |
| КМ                                      | 2170           | 1930     |            | Участвует в выставках.                   | В СМЕ с КП № 2556. Фото |
| КП                                      | 2556           | 1932     |            | Участвует в выставках.                   | В СМЕ с КМ № 2170. Единственный сохранившийся экземпляр данной модели. Фото |
| МС-4                                    | М-84           |          |            | Требуется реставрация.                   | Бывший вагон службы пути. Был обменян на троллейбус ТГ-3М № 1282. Фото |
| С                                       | 4360           | 1933     |            | Списан.                                  | Списан 5 июня 1966 года. Впоследствии кузов вагона работал бытовкой на автостоянке в Коломне. В марте 2000-го энтузиасты организовали перевозку кузова в Москву на ТРЗ. Утилизирован на территории ТРЗ в 2020 году. Фото                                         |
| МТВ-82                                  | 1278           | 1948     |            | Участвует в выставках.                   | В 1990 году восстановлен как музейный. Фото |
| МТВ-82                                  | 0022           | 1950     |            | Требуется реставрация.                   | Работал буксиром на СВАРЗе. Фото |
| СВАРЗ РШ-1                              | 0221           | 1950     |            | Списан.                                  | Рельсошлифовальный. Ранее вагон служил в депо имени Баумана, а позднее — был передан для нужд ТРЗ, откуда и попал в музей. Списан в 2004 году. Фото |
| СВАРЗ РШ-1                              | 0421           | 1950     |            | Требуется реставрация.                   | Рельсошлифовальный. Единственный сохранившийся экземпляр данной модели. Фото |
| КТМ-1                                   | 0002           | 1956     |            | Участвует в выставках.                   | В СМЕ с КТП-1 № 1002. Прибыл из Тулы в 1999 году. При реставрации стилизован под опытные вагоны 1947 года. Фото |
| КТП-1                                   | 1002           | 1956     |            | Участвует в выставках.                   | В СМЕ с КТМ-1 № 0002. Прибыл из Тулы в 1999 году. При реставрации стилизован под опытные вагоны 1947 года. Единственный сохранившийся экземпляр данной модели. Фото                                                                                              |
| Tatra T2SU                              | 378            | 1960     | 150240     | Участвует в выставках.                   | Фото |
| РВЗ-6                                   | 222            | 1965     | 758        | Участвует в выставках.                   | Ранее — учебный вагон в Коломне. Фото |
| Tatra T3SU [двухдверная]                | 481            | 1971     | 159601     | Участвует в выставках.                   | Фото |
| Tatra T3SU [двухдверная]                | 1897           | 1972     | 160763     | Не экспонируется.                        | Фото |
| Tatra T3SU [двухдверная]                | 0225           | 1973     | 162044     | Списан.                                  | Был буксиром в Трамвайном депо имени Н. Э. Баумана. В 2001 году передан в музей, в 2011 году разрезан в металл. Фото |
| Tatra T3SU                              | 1479           | 1978     | 167974     | Требуется реставрация.                   | Фото |
| Tatra T3SU                              | 0426           | 1980     | 169284     | Требуется реставрация.                   | Фото |
| Tatra T3SU                              | 1492           | 1982     | 171107     | Требуется реставрация.                   | Фото |
| Tatra T3SU                              | 0100           | 1983     | 172652     | Требуется реставрация.                   | Фото |
| Tatra T6B5SU                            | 0001           | 1984     | 173365     | Участвует в выставках.                   | Первый опытный образец модели. Фото |
| Tatra KT8D5                             | 5834           | 1984     | 173367     | Требуется реставрация.                   | Первый опытный образец модели. В 1989 году вагон проходил опытную эксплуатацию в Москве. В 1992 году был передан в Волгоград, где эксплуатировался до 2016 года. В 2020 году по решению городской думы Волгограда безвозмездно передан обратно в Москву в музей. |
| СВАРЗ РТ-3                              | 3490           | 1984     | 3          | Участвует в выставках.                   | Рельсотранспортёр. Фото |
| Tatra T3SU                              | 5993           | 1987     | 176598     | Участвует в выставках.                   | Фото |
| Tatra T3SU                              | 1482           | 1988     | 176686     | Требуется реставрация.                   | Фото |
| Tatra T7B5                              | 3326           | 1988     | 177219     | Требуется реставрация.                   | Фото |
| 71-608К                                 | 8019           | 1991     | 27         | Требуется реставрация.                   | Фото |
| Tatra T7B5                              | 7001           | 1993     | 179544     | Не экспонируется. Требуется реставрация. | Окраска стилизована под вагон 1988 года выпуска. Фото |
| Tatra T7B5                              | 7005           | 1993     | 179546     | Участвует в выставках.                   | Окраска стилизована под вагон 1993 года выпуска. Фото |
| 71-608КМ                                | 1001           | 1994     | 1          | Участвует в выставках.                   | Первый опытный образец модели 71-608КМ Фото |
| ТМРП-1                                  | 2813           | 1998     | 1          | Требуется реставрация.                   | Экспериментальная модернизация вагона Tatra T3. На маршрутах не работал, после переоборудования был передан музею. Единственный изготовленный экземпляр данной модели. Фото                                                                                      |
| 71-619К                                 | 5001           | 2000     | 9          | Требуется реставрация.                   | фото |
| ЛМ-2000                                 | 3001           | 2001     | 1          | Не экспонируется.                        | Единственный изготовленный экземпляр данной модели. Фото |
| ЛТ-5                                    | 1001           | 2003     | 3          | Требуется реставрация.                   | Фото |
| 71-134А (ЛМ-99АЭ)                       | 3042           | 2005     | 204        | Не экспонируется.                        | Фото |
| Tatra KT3R                              | 30699          | 2007     | 1          | Участвует в выставках.                   | Построен при участии ТРЗ чешской фирмой PARS NOVA A.S. из двух Пражских вагонов типа T3 с номерами 156176 (борт.N 6532, 1966 г.в.) и 157190 (Борт.N 6686,1967 г.в). С августа 2021 года не эксплуатируется на маршрутах, переведён в музей. Фото                 |
| ЛМ-2008                                 | 4910           | 2010     | 56         | Не экспонируется.                        | Фото |
| 71-410 Russia One                       |                | 2014     | 247        | Участвует в выставках.                   | Макет вагона был показан в 2014 году на выставке «ЭкспоСитиТранс-2014» В июне 2021 года принят на баланс музея. Фото |
| С                                       | 4360           | 2019     |            | Участвует в выставках.                   | Реплика. Построен на раме КТМ-1. Фото |

### Троллейбусы
| Троллейбусы                | Троллейбусы    | Троллейбусы | Троллейбусы | Троллейбусы               | Троллейбусы |
| Модель                     | Бортовой номер | Построен    | Зав. номер  | Состояние                 | Примечание |
| -------------------------- | -------------- | ----------- | ----------- | ------------------------- | --- |
| МТБ-82М                    | 1116           | 1946        |             | Требуется реставрация.    | Единственный сохранившийся экземпляр данной модели. Фото |
| МТБ-82Д                    | 1777           | 1954        |             | Не экспонируется.         | Построен на ЗиУ. Фото |
| МТБ-82Д                    | 1877           | 1956        |             | Троллейбус-памятник.      | Построен на ЗиУ. Фото В 2022 году отремонтирован и перевезён из 1-го троллейбусного парка на территорию фудмолла "Депо. Три вокзала", где установлен в качестве памятника. |
| Прицеп                     | 3514           |             |             | Реставрация не окончена.  | Прицеп для МТБ-82 на базе ЗиС-155. Фото |
| СВАРЗ-ТБЭС                 | 421            | 1957        | 24          | Участвует в выставках.    | Экскурсионный троллейбус с остеклённой крышей. Сначала работал на ВДНХ, затем — на городских маршрутах. Единственный сохранившийся экземпляр данной модели. Фото В 2023 году прошёл повторную реставрацию. Фото после реставрации                                                                                     |
| ТБУ-1                      | 502            | 1957        | 2           | Требуется реставрация.    | Единственный сохранившийся экземпляр данной модели. Фото |
| ЗиУ-5                      | 2323           | 1961        |             | Не экспонируется.         | Фото |
| СВАРЗ-ТС1                  | 27             | 1961        |             | Списан.                   | Кузов. Уничтожен летом 1999 года. Фото |
| ТГ-3                       | 934            | 1963        |             | Не экспонируется.         | Единственный сохранившийся экземпляр данной модели. Восстановлен на Аремкузе. Фото |
| ТГ-3                       | 1070           |             |             | Списан.                   | В 1999 году был передан в музей из 7-го ТП, но учитывая наличие лучшего образца (ТГ-3 № 934) был списан. Фото |
| ЗиУ-5                      | 2510           | 1963        |             | Требуется реставрация.    | Ранее использовался в качестве склада на одном из предприятий московской области. Выкуплен в декабре 2008 года. Фото |
| СВАРЗ-МТБЭС                | 701            | 1963        |             | Не экспонируется.         | Единственный сохранившийся экземпляр данной модели. Фото |
| Киев-2                     | 113            | 1964        |             | Реставрация не окончена.  | Построен в Киеве в 1964 году, работал в Запорожье с пассажирами до 1977 года. Затем был переоборудован в техпомощь и в таком виде проработал ещё два года. Привезён в Москву в 1996 году. В 1997 году был восстановлен на Аремкузе до неходового состояния. Единственный сохранившийся экземпляр данной модели. Фото  |
| ТГ-3М                      | 1282           | 1965        |             | Передан в другой музей.   | Обменян на Санкт-Петербургский трамвайный вагон МС-4 №М84. Фото |
| ТГ-4                       | 802            | 1965        |             | Не экспонируется.         | Восстановлен на заводе СВАРЗ в 2018 году. Единственный сохранившийся экземпляр данной модели. Фото |
| ЗиУ-5Г                     | 2672           | 1966        |             | Не экспонируется.         | Фото |
| Киев-4                     |                | 1967        |             | Требуется реставрация.    | До 2008 года работал в г. Кропивницкий. Единственный сохранившийся экземпляр данной модели. Фото |
| ЗиУ-5Д                     | 2933           | 1969        |             | Требуется реставрация.    | Работал в четвёртом троллейбусном парке на маршруте № 18 «Стрельбищенский переулок — Рижский вокзал». Списан 30 декабря 1983 года. После списания использовался в качестве склада запчастей в парке. Восстановлен на МТрЗ 31 октября 1990 года. В 2003 году возглавлял парад к 70-летию московского троллейбуса. Фото |
| ЗиУ-5Д                     | 6505           | 1970        |             | Не экспонируется.         | Фото В 2023 году прошёл реставрацию в Иваново. Фото после реставрации. |
| Škoda 9Tr18                | 1459           | 1973        | 5097        | Троллейбус-памятник       | В 2007 году перевезён из Симферополя в Москву, восстановлен до неходового состояния. В сентябре 2019 года установлен в качестве памятника на территории фудмолла «Депо. Москва». Фото |
| ЗиУ-682В                   | 1152           | 1980        | 14134       | Не экспонируется.         | Фото |
| ЗиУ-683Б [Б00]             | 1600           | 1986        | 4           | Требуется реставрация.    | После КР МТрЗ светотехника — «Лодочки». Был отреставрирован, затем заброшен. Фото |
| ЗиУ-683Б [Б00]             | 1605           | 1986        | 28          | Списан.                   | Проходил КР на МТрЗ в 1990 и 1993 годах. Передан в музей в 1995 году, списан в 1999-м. Фото |
| КТГ-1                      | 0305           |             |             | Требуется реставрация.    | Фото |
| КТГ-1                      | 0310           |             |             | Требуется реставрация.    | Фото |
| КТГ-1                      | 0311           |             |             | Требуется реставрация.    | Фото |
| КТГ-1                      | 505            |             |             | Требуется реставрация.    | Фото |
| КТГ-1                      | 753            |             |             | Требуется реставрация.    | Фото |
| КТГ-2                      | 0312           |             |             | Требуется реставрация.    | Фото |
| КТГ-2                      | 0301           |             |             | Списан.                   | Ранее работал в ФАТПе, передан в музей в 2012 году. Остатки кузова будут использованы как донор. Фото |
| КТГ-1                      | 202            | 1988        |             | Не экспонируется.         | Фото |
| ЗиУ-682В-012 [В0А]         | 0303           | 1989        | 33286       | Требуется реставрация.    | Фото |
| Škoda 14Tr89/6             | 8101           | 1989        | 10891       | Требуется реставрация.    | Привезён в 2023 году из Алушты. Фото |
| СВАРЗ-Икарус               | 0034           | 1990        | 3168        | Требуется реставрация.    | Передан музею в 2003 году. До этого работал на маршрутах Филёвского автобусно-троллейбусного парка. Единственный сохранившийся экземпляр данной модели. Фото |
| ЗиУ-682В-013 [В0В]         | 4320           | 1990        | 36258       | Не экспонируется.         | Был баррикадой во время Путча 1991 года. В 1994 году выставлялся в ГЦМСИР, в 2012 году передан в музей. Фото |
| ЗиУ-682Г [Г00]             | 2536           | 1991        | 1679        | Не экспонируется.         | - На Викискладе есть медиафайлы по теме 2536Фото |
| ЛиАЗ-МТрЗ-6220             | 0700           | 1993        |             | Требуется реставрация.    | Построен на МТрЗ из двух кузовов ЛиАЗ-5256. Единственный изготовленный экземпляр данной модели. Фото |
| ЛАЗ-52522                  | 1901           | 1997        | 54          | Требуется реставрация.    | Фото |
| ЛАЗ-52522                  | 1902           | 1999        | 59          | Не экспонируется.         | Фото |
| ЗиУ-6205 [620500]          | 6603           | 1999        | 253         | Требуется реставрация.    | Был отреставрирован, затем заброшен. Фото |
| ЮМЗ-Т2                     | 3907           | 2000        | 204         | Требуется реставрация.    | Фото |
| АКСМ-101ПС                 | 7843           | 2000        | 496         | Требуется реставрация.    | Фото |
| ВМЗ-170                    | 2599           | 2001        | 69          | Требуется реставрация.    | Фото |
| ЮМЗ-Т2                     | 3905           | 2001        | 265         | Требуется реставрация.    | Фото |
| ЗиУ-682Г-016 [Г0М]         | 8459           | 2001        | 7452        | Требуется реставрация.    | Фото |
| ЗиУ-682Г-016 [Г0М]         | 5409           | 2001        | 7474        | Требуется реставрация.    | Фото |
| ТролЗа-5275.00             | 2720           | 2002        | 19          | Не экспонируется.         | Единственный сохранившийся экземпляр данной модели. Фото |
| БТЗ-52761Р                 | 6914           | 2002        |             | Списан.                   | Передан в музей в 2018 году. Реставрация не завершена, троллейбус отправлен на списание. Фото |
| СВАРЗ-ТС1                  | 27             | 2003        |             | Строительство заморожено. | Реплика. Изготовлен только каркас корпуса. Фото |
| БТЗ-52761Р                 | 8906           | 2003        |             | Требуется реставрация.    | Фото |
| МТрЗ-5279-0000010          | 8007           | 2003        | 7           | Требуется реставрация.    | Троллейбус в кузове ЛиАЗ-5256. Единственный сохранившийся экземпляр данной модели. Фото |
| Нижтролл (ЗиУ-682Г)        | 6004           | 2003        | 6805М       | Требуется реставрация.    | Сборка Нижтролл, ЭО вынесено на крышу. Фото |
| ВМЗ-5298.01                | 6930           | 2003        | 451         | Требуется реставрация.    | Фото |
| МТрЗ-6223-0000010          | 8005           | 2004        |             | Требуется реставрация.    | Фото |
| ТролЗа-62052.01            | 6605           | 2005        | 56          | Требуется реставрация.    | Фото |
| БТЗ-52761Н                 | 8926           | 2005        | 102         | Не экспонируется.         | Фото |
| ТролЗа-5275.05 «Оптима»    | 6440           | 2005        | 151         | Не экспонируется.         | Прошёл КР на ТролЗе в 2014 году. Фото |
| БТЗ-52763Т                 | 3950           | 2006        | 1           | Не экспонируется.         | Единственный изготовленный экземпляр данной модели. Проходил ремонт на СВАРЗе, в ходе которого была расширена задняя дверь, и демонтировано оборудование для автономного хода. Фото |
| АКСМ-20101                 | 6817           | 2006        | 316         | Не экспонируется.         | Фото |
| ВМЗ-62151 «Премьер»        | 6610           | 2006        | 701         | Не экспонируется.         | Фото |
| ТролЗа-6206.00 «Мегаполис» | 6611           | 2007        | 2           | Не экспонируется.         | Фото |
| ВМЗ-5298.01 «Авангард»     | 6936           | 2007        | 870         | Не экспонируется.         | Выставочный. Фото |
| ВМЗ-62151 «Премьер»        | 1620           | 2009        | 781         | Не экспонируется.         | Фото |
| СВАРЗ-6237                 | 3698           | 2010        | 1           | Не экспонируется.         | АКСМ-333 сборки СВАРЗ. Фото |
| МТрЗ-5238                  | 5002           | 2010        | 1           | Не экспонируется.         | Низкопольный троллейбус производства МТрЗ. Единственный изготовленный экземпляр данной модели. Фото |
| СВАРЗ-6237                 | 3699           | 2010        | 2           | Не экспонируется.         | Троллейбус на базе ЛиАЗ-6213 сборки СВАРЗ. Единственный изготовленный экземпляр данной модели. Фото |
| ТролЗа-6206.01 «Мегаполис» | 1627           | 2010        | 10          | Не экспонируется.         | Фото |
| ВМЗ-5298.01 «Авангард»     | 5917           | 2010        | 134         | Не экспонируется.         | Фото |
| ЗиУ-682ГМ1                 | 3141           | 2013        | 3           | Не экспонируется.         | Фото |

### Автобусы
| Автобусы                | Автобусы       | Автобусы | Автобусы    | Автобусы                 | Автобусы |
| Модель                  | Бортовой номер | Построен | Зав. номер  | Состояние                | Примечание |
| ----------------------- | -------------- | -------- | ----------- | ------------------------ | --- |
| ЗиС-8                   | 016            |          |             | Участвует в выставках.   | Реплика. Построена на шасси пожарной машины. Фото |
| ЗиС-154                 | МЯ 11-18       | 1946     |             | Не экспонируется.        | Единственный ходовой экземпляр данной модели. Фото |
| АКЗ-1                   | 001            | 1948     |             | Участвует в выставках.   | Единственный сохранившийся экземпляр данной модели. Фото |
| КАвЗ-663                | 010            | 1949     |             | Участвует в выставках.   | Фото |
| ЗиС-155                 | 002            | 1949     |             | Не экспонируется.        | Раскрас — бежево-красный. Восстановлен на «Аремкузе». Фото |
| ЗиС-155                 | МЯ 31-75       | 1955     | 13760       | Участвует в выставках.   | Раскрас — жёлто-зелёный, передняя часть от ЗиЛ-158. Фото |
| ЗиС-155                 |                | 1955     |             | Списан.                  | Привезен из Кузбасса энтузиастом, где служил пунктом техосмотра ГАИ. Был порезан после неудачной попытки переделки в ЗиС-155М. Фото                                        |
| ГЗА-651                 | 012            |          |             | Участвует в выставках.   | Реплика. Изготовлен из КаВЗ-651 1973 года. Фото |
| Ikarus 55               | 015            | 1953     |             | Участвует в выставках.   | Единственный сохранившийся экземпляр данной модели. Фото Прошёл повторную реставрацию Фото после реставрации                                                               |
| ЛАЗ-695 (Фестивальный)  | 006            | 1957     |             | Участвует в выставках.   | Единственный ходовой экземпляр данной модели, ранее принадлежал АЗЛК. Фото                                                                                                 |
| ЗиЛ-158                 | 31-58 ММА      | 1957     |             | Не экспонируется.        | Раскрас — белый кузов, тёмно-зелёный борт. Фото |
| ЗиЛ-158                 | МЯ 63-32       | 1959     | 4919        | Требуется реставрация.   | Подарен музею частным лицом в начале 2000-х годов. Заменена передняя часть. Фото                                                                                           |
| ЗиС-127                 | 3026           | 1959     | 818         | Требуется реставрация.   | Обслуживал заводскую ДЮСШ при ЗИЛе. Подарен музею частным лицом. Фото |
| 2ПН4                    |                | 1960*    |             | Требуется реставрация.   | Автобусный прицеп для ЗиЛ-158. Фото |
| 2ПН4                    | 3505           | 1961*    |             | Не экспонируется.        | Автобусный прицеп для ЗиЛ-158. Фото |
| РАФ-976                 | 53-03 КАФ      | 1963     |             | Не экспонируется.        | Выкуплен в Старице в 2007 году. Фото |
| РАФ-977Д                |                | 1964     |             | Списан.                  | Кузов найден в Псковской области. Особенность — «узкие» окна, а также окна в скатах крыши. Разрезан в металл в августе 2015 года. Фото                                     |
| ЗиЛ-158В                | 70-64 ММА      | 1964     | 19884       | Списан.                  | До 1993 года эксплуатировался на базе отдыха «Нептун» в Псковской области. Разрезан в металл в 2004 году. Фото                                                             |
| ЗиЛ-158В                | 70-64 ММА      | 1965     | 27104       | Участвует в выставках.   | Раскрас — белый кузов, голубой борт. Фото |
| ПАЗ-652Б                | 94-24 МНН      | 1965*    |             | Участвует в выставках.   | Фото Прошёл реставрацию в 2021-2023 году. Фото после реставрации |
| ЛАЗ-695Е                | 64-23 МНФ      | 1968     | 44973       | Участвует в выставках.   | Фото |
| ПАЗ-672                 | 64-23 МНФ      | 1968     |             | Требуется реставрация.   | Бывшая лаборатория МАДИ. Фото |
| Ikarus 620              | 91-52 ГОМ      | 1969     | 39          | Требуется реставрация.   | Фото |
| Ikarus 180              | 64-60 ММА      |          |             | Списан.                  | Прицеп. Найден на территории 6-го автобусного парка. Планировалось использовать для укомплектования ходового «180» оригинальными деталями, но через год был разрезан. Фото |
| Ikarus 180              | 11-48 ММН      | 1969     |             | В процессе реставрации.  | Восстановлен на СВАРЗе с использованием большинства деталей от «Ikarus 280». Фото                                                                                          |
| ЛАЗ-697М                |                | 1972*    |             | Требуется реставрация.   | Фото |
| ЛиАЗ-677                | 93-03 МНА      | 1975     |             | Не экспонируется.        | Восстановлен на СВАРЗе. Фото |
| ЛиАЗ-677Б               | Р 677 ЕВ 77    | 1975     |             | Требуется ремонт.        | Восстановлен на ЛиАЗе. Фото |
| ЛиАЗ-677                |                | 1977     |             | Списан.                  | Числился в резерве ГО. Ранняя эмблема (аналогичная ЗиЛ-158В). Фото |
| Den Oudsten LOB Leyland | 16433          | 1980     | 57-LOB-1041 | Требуется реставрация.   | Б/у из Голландии. Фото |
| Den Oudsten LOB Leyland | 12389          | 1980     | 57-LOB-1093 | Требуется реставрация.   | Б/у из Голландии. Фото |
| Ikarus 260.00           | 09019          | 1983     | 7726        | Требуется реставрация.   | Б/у из Венгрии. Фото |
| Ikarus 280.33           |                | 1984     | 3690        | Требуется реставрация.   | Обрублен прицеп, используется как грузопассажирский. Фото |
| Ikarus 280.00           | 05408          | 1985     | 135         | Реставрация не окончена. | Б/у из Венгрии. Восстанавливается на СВАРЗе как 280.33. Фото |
| ЛиАЗ-677М               |                | 1985     | 139796      | Участвует в выставках.   | Восстановлен на СВАРЗе, переделан в санитарный. Фото |
| ЛиАЗ-5256               | 05191          | 1988     | 407         | Требуется реставрация.   | Фото |
| ЛиАЗ-677М               | 56-21          | 1989     |             | Участвует в выставках    | Фото |
| Ikarus 260.02           | 14009          | 1989     | 130         | Не экспонируется.        | Б/у из Венгрии. Фото |
| Ikarus 280.64           | 03136          | 1989     | 1852        | Требуется реставрация    | Фото |
| ЛиАЗ-5256.00            | 07466          | 1990     | 1041        | Требуется реставрация.   | Фото |
| Ikarus 283.00           | 17248          | 1991     | 249         | Участвует в выставках    | Восстановлен на СВАРЗе Фото |
| ЛАЗ-699Р                | 08953          | 1992     | 30645       | Требуется реставрация.   | Фото |
| ЛАЗ-695Н                | 06444          | 1994     | 169768      | Списан.                  | Автобус передан из 6 автобусного парка, в 2006 году разрезан в металл. Фото                                                                                                |
| ЛиАЗ-677М               | 07816          | 1994     | 194511      | Списан.                  | До передачи в музей работал Безопасностью движения. В 2012 году разрезан в металл. Фото                                                                                    |
| ЛиАЗ-677М               | 07235          | 1994     | 203         | Списан.                  | Изготовлен на ЯАЗе. Последний ЛиАЗ-677, вышедший на линию в Москве. Разрезан в металл в июле 2015 года Фото                                                                |
| Ikarus 280.33А          | 12245          | 1994     | 1           | Требуется реставрация.   | Единственный изготовленный экземпляр данной модели. Автобус был изготовлен как прототип модификации для Москвы. Фото                                                       |
| Ikarus 250.93А          | 10866          | 1994     | 11          | Требуется реставрация.   | Фото |
| Ikarus 280.33C          | 11376          | 1995     | 644         | Требуется реставрация.   | Единственный сохранившийся экземпляр данной модели. Фото |
| ЯАЗ-5267                | 05623          | 1995     | 1           | Требуется реставрация.   | Единственный сохранившийся экземпляр данной модели. Фото |
| ЯАЗ-5267                | 15935          | 1996     | 21          | Требуется реставрация.   | Фото |
| Mercedes-Benz Türk O325 | 07391          | 1996     | 222124      | Списан.                  | Сгорел в музейном запаснике под Рижской эстакадой в 2012 году. Фото |
| Mercedes-Benz Türk O325 | 05638          | 1996     |             | Требуется реставрация.   | Фото |
| Ikarus 435.17           | 10294          | 1996     | 1           | Требуется реставрация.   | Фото |
| Ikarus 415.33           | 12249          | 1998     | 432         | Требуется реставрация.   | Фото |
| ЛиАЗ-5256.25            | 12345          | 1999     | 5227        | Требуется реставрация.   | Фото |
| Ikarus 280.33G-10       | 11444          | 2000     | 47          | Не экспонируется.        | Серийный 280.33М, переоборудованный на газ на СВАРЗе. Единственный сохранившийся экземпляр данной модели. Фото                                                             |
| Ikarus 280.33M          | 01145          | 2000     | 121         | Требуется реставрация.   | Фото |
| МАЗ-103.041             | 10505          | 2000     | 445         | Требуется реставрация.   | Фото |
| Ikarus 256.21H          | 17650          | 2001     |             | Требуется реставрация.   | Фото |
| Ikarus 435.17           | 07310          | 2001     | 4           | Требуется реставрация.   | Фото |
| Ikarus 280.33M          | 09476          | 2001     | 298         | Не экспонируется.        | Фото |
| ЛиАЗ-5256.25            | 08917          | 2001     | 7508        | Требуется реставрация.   | Прошёл КР на СВАРЗе, переделан в санитарный. Фото |
| Голаз-АКА-6226          | 08555          | 2002     | 170         | Не экспонируется.        | Фото |
| ЛиАЗ-52562R             | 15321          | 2003     | 26          | Не экспонируется.        | Фото |
| ЛиАЗ-6212.00            | 07327          | 2003     | 185         | Требуется реставрация.   | Фото |
| ПАЗ-32053-50            | 07812          | 2004     |             | Не экспонируется.        | Фото |
| Московит-6222           | 07177          | 2004     | 31          | Требуется реставрация.   | Фото |
| МАЗ-103.060             | 07180          | 2004     | 1184        | Требуется реставрация.   | Фото |
| ЛиАЗ-5292.00            | 07200          | 2005     | 22          | Требуется реставрация.   | Фото |
| ЛиАЗ-5256.25            | 040917         | 2005     | 12539       | Не экспонируется.        | Фото |
| FIAT Ducato             | 19517          | 2010     |             | Не экспонируется.        | Фото |
| ЦАРМ «Рица»             |                | 2015     |             | Участвует в выставках.   | Реплика. Построена на шасси ГАЗ-52. Фото |

*Данные в таблицах приведены по сведениям с сайтов transphoto.org и fotobus.msk.ru.